# Franco Pastorino
Franco Pastorino (Milano, 25 dicembre 1933 – Milano, 13 luglio 1959) è stato un attore italiano.

## Biografia
Da giovane mostrò subito la passione per il teatro di prosa dove debuttò con la compagnia di Ernesto Calindri, per poi passare dal 1953 al 1956 in compagnie famose (Cimara, Visconti, Squarzina, Gassman, Morelli e Stoppa).
Frequenti le partecipazioni alla prosa della Radio Rai, nelle commedie e nei radiodrammi, con registi come Anton Giulio Majano, Nino Meloni e Pietro Masserano Taricco.
Il suo esordio nel cinema risale al 1951. Possedendo valide doti drammatiche, gli furono affidate diverse parti da noti registi. Rossellini gli assegnò il ruolo di protagonista in Napoli '43, un episodio di Amori di mezzo secolo del 1954; Mario Mattoli lo volle in Miseria e nobiltà a fianco di Sophia Loren e Totò (e prima in Totò terzo uomo), mentre Jean Renoir gli affidò il personaggio di un romantico giovane popolano in French Cancan (1954). Negli anni '50 si dedicò anche al doppiaggio, per la compagnia ODI (doppiò, tra gli altri, Gabriele Tinti ne La banda degli onesti).
Morì giovanissimo il 13 luglio 1959, a causa di una peritonite, a soli 25 anni.

## Prosa radiofonica Rai
- Oh amante mia! di Terence Rattigan, trasmesso l'8 marzo 1954.

## Filmografia

### Cinema
- Totò terzo uomo, regia di Mario Mattoli (1951)
- Core 'ngrato, regia di Guido Brignone (1951)
- Tormento del passato, regia di Mario Bonnard (1952)
- Lo sai che i papaveri, regia di Vittorio Metz, Marcello Marchesi (1952)
- La figlia del diavolo, regia di Primo Zeglio (1952)
- Una croce senza nome, regia di Tullio Covaz (1952)
- Ivan, il figlio del diavolo bianco, regia di Guido Brignone (1953)
- Miseria e nobiltà, regia di Mario Mattoli (1954)
- La campana di San Giusto, regia di Mario Amendola (1954)
- Amori di mezzo secolo, regia di Roberto Rossellini (1954)
- Trieste cantico d'amore, regia di Max Calandri (1954)
- French Cancan, regia di Jean Renoir (1955)
- Porta un bacione a Firenze, regia di Camillo Mastrocinque (1955)
- Sergente d'ispezione, regia di Roberto Savarese (1959)

### Televisione
- Giochi di società, episodio di Aprite: polizia!, regia di Daniele D'Anza (1958)

## Doppiaggio

### Film
- Gabriele Tinti in La banda degli onesti
- Indiscreto

### Film d'animazione
- Pinocchio in Pinocchio
- Tamburino da piccolo in Bambi (doppiaggio originale)